# جیسون پریستلی
جیسون پریستلی (انگلیسی: Jason Priestley) (زاده ۲۸ اوت ۱۹۶۹) هنرپیشه اهل ایالات متحده آمریکا است. وی از سال ۱۹۸۴ میلادی تاکنون مشغول فعالیت بوده‌است.
از فیلم‌ها یا مجموعه‌های تلویزیونی که وی در آن‌ها نقش داشته است می‌توان به بورلی هیلز، ۹۰۲۱۰، چشم ناظر، هکس، فرشته چهارم، خون‌سرد، گرامی داشتن و خط صورتی نازک اشاره نمود.